# Fimbristylis spadicea
Fimbristylis spadicea är en halvgräsart som först beskrevs av Carl von Linné, och fick sitt nu gällande namn av Vahl. Fimbristylis spadicea ingår i släktet Fimbristylis och familjen halvgräs. Inga underarter finns listade i Catalogue of Life.